# Fosta Prefectură din Alba Iulia
Fosta Prefectură din Alba Iulia este un monument istoric aflat pe teritoriul municipiului Alba Iulia.